# Argyrotaenia tabulana
Argyrotaenia tabulana es una especie de polilla del género Argyrotaenia, tribu Argyrotaenia, familia Tortricidae. Fue descrita científicamente por Freeman en 1944.
Mide aproximadamente 14–20 milímetros de longitud. Se distribuye por América del Norte: Canadá.